# Riko Ueki
Riko Ueki (植木 理子, Ueki Riko), née le 30 juillet 1999, est une footballeuse internationale japonaise.

## Biographie

### En club
Ueki commence sa carrière en 201 avec le club du Nippon TV Beleza.

### En équipe nationale
En 2016, elle est sélectionnée en équipe du Japon des moins de 17 ans pour disputer la Coupe du monde féminine des moins de 17 ans en 2016.
En 2018, elle est sélectionnée en équipe du Japon des moins de 20 ans pour disputer la Coupe du monde féminine des moins de 20 ans en 2018, remportée par le Japon.
Le 4 avril 2019, elle fait ses débuts avec l'équipe nationale japonaise contre l'équipe de France. Elle compte 3 sélections en équipe nationale du Japon.

## Statistiques
Le tableau ci-dessous présente les statistiques de Riko Ueki en équipe nationale
| Équipe du Japon | Équipe du Japon | Équipe du Japon |
| Année           | Matchs          | Buts            |
| --------------- | --------------- | --------------- |
| 2019            | 3               | 0               |
| Total           | 3               | 0               |

## Palmarès
- Vainqueur de la Coupe du monde des moins de 20 ans 2018
- Finaliste de la Coupe du monde des moins de 17 ans 2016